# Sant Quirze de Subiradells
Sant Quirze de Subiradells és una ermita de Taradell (Osona) inclosa en l'Inventari del Patrimoni Arquitectònic Català. Es troba al NE del terme municipal, dins la urbanització de la Miranda de la Plana (també coneguda com la Roca) i sobre el torrent de Sant Quirze.

## Descripció
Edifici religiós. Ermita d'una sola nau (5 m x 7 m), amb un absis de forma semicircular, orientat a llevant i cobert amb lloses que descriuen cercles concèntrics. El mur de ponent presenta un òcul abalat i un campanaret d'espadanya damunt el capcer, cobert a dues vessants i amb campanes, i refondit en el mur. La part de tramuntana és cega. Per tant, les úniques entrades de llum són l'òcul de ponent i la finestra amb esplandit a l'absis. La nau també és coberta amb lloses.
L'aparell constructiu és força regular i està format per gresos grocs, grisos i rogencs. No hi ha cap element de pedra picada gaire treballada.
Gràcies a la recent restauració, l'estat de conservació és bo.

## Història

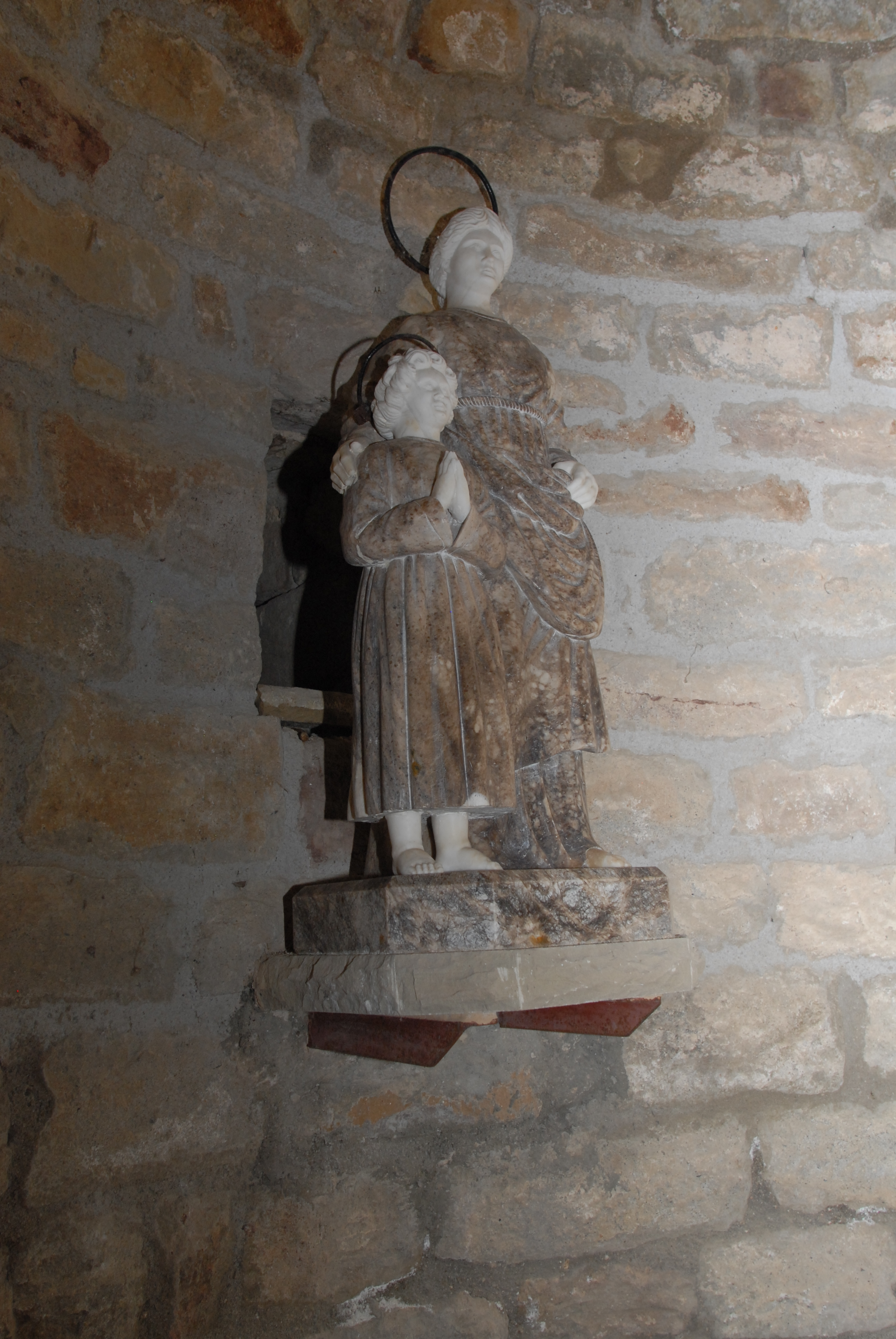
Interior de l'ermita. Imatge de Sant Quirze i Santa Julita.

L'ermita es troba dins el que va ser l'alou de Subiradells. En un principi devia ser una construcció preromànica, segons consta per un document en què, l'any 989, el noble Eldemar deixa una quantitat per refer la capella.
L'edifici actual el va fer construir Guillem de Tarradell l'any 1095 per ordre del bisbe de Vic, amo de Subiralles. Al segle xiii tingué un sacerdot beneficiat i passà a la cura i patronat dels amos de la Madriguera.
Als s. XVII i XVIII va ser mutilada i transformada. L'any 1936 la van profanar i es va tancar al culte, que no es va restablir fins al 1967, en què els propietaris del lloc, amb motiu de les obres d'urbanització de la Miranda de la Plana, la van restaurar i la van cedir a la parròquia.